# تقنية QMCF
تعتبر تقنية QMCF نظامًا لإنتاج البروتينات يستخدم فيه الباحثون الخلايا المعدلة وراثيًا للثدييات وخصوصًا البلازميدات المصممة خصيصًا لاستخدام هذه التقنية. كما تحمل بلازميدات QMCF مزيجًا من تسلسل تنظيمي من فيروس بوليما الموجود في الفئران والمستنسخ أصلًا من الحامض النووي الذي عند اتحاده مع فيروس إيبشتاين بار -1 (EPV) ينشئ موقعًا على شريط الحامض النووي على هيئة عناصر نووية ثابتة ومن ثم تنتشر البلازميدات في خلايا الحيوانات الثديية. وبالإضافة إلى ذلك فإن الناقل يحمل علامة التحديث التنفيذية لاختيار البلازميد الذي يحمل البكتريا وخلايا (QMCF) وبكتريا الإيكولاي والتي تعتبر هي مكان الاستنساخ وكذلك تتبعات جينية للتعبير عن البروتين المراد استنساخه. وتظهر مضادات جينية وبروتينيات EBNA-1 على الجدار الخارجي لخلايا QMCF والتي بدورها تتحد مع التتابع الجيني الفيروسي الموجود في بلازميد (QMCF) وبذلك سيدعم استمرار البلازميد داخل الخلية  وتمتلك تقنية QMCF العديد من الاختلافات الهامة مقارنة بالتقنيات الأخرى الشائعة في استخدام البروتين. كما تستطيع تقنية QMCF، خلافًا للتقنيات الأخرى الحفاظ على استمرار استنساخ البلازميدات داخل الخلية لمدة تصل إلى 50 يومًا مما يوفر خيارًا لمرحلة الإنتاج التي تتراوح مدتها من 2 إلى 3 أسابيع. وبذلك يرتفع مستوى إنتاج تقنية QMCF (ليصل إلى 1 جم/لتر). وهناك فرق آخر وهو إمكانية إنشاء مخازن خلايا للتعبير عن البروتين المراد استنساخه وهذا ليس مجديًا في النظام سريع الزوال. وتعتبر تقنية QMCF أسلوبًا سريعًا مقارنة باستخدام جدار الخلية في استنساخ البروتين حيث أنها تتجاوز خطوة تحديد الاستنساخ والتي تستغرق وقتًا طويلًا في الطريقة الأولى.

## التطبيقات
يمكن استخدام تقنية QMCF في:
- إنتاج البروتينات والأجسام المضادة وجسيمات تشبه الفيروسات والتي تستخدم في مجالات البحث الأساسي وتطوير المستحضرات الصيدلية.
  - تبدأ عملية إنتاج البروتين بتصميم جزيء من الحامض النووي المراد استنساخه إلي ناقلات الجينات. لذلك تتحول من 1-6 مايكرو جرام من بلازميدات هذا الحمض النووي بطريقة النبضات الكهربية في خلايا QMCF والتي تركيبها هو (CHO أو HEK239) من أصل الخلايا حتى تنتج مصلًا خاليًا من السوائل. ونظرًا لأن بلازميد QMCF يحتوي على جين مقاوم للمضادات الحيوية الذي لديه القدرة في المحافظة على البلازميدات المهجنة داخل الخلايا المنقسمة فإنه يحدث اختيار ونمو للخلية المهجنة. وهذا يتيح تحسين الإنتاج للوصول إلى الكمية المرغوب فيها. وفي النهاية تصل عملية النسخ إلى مرحلة استخلاص الجينات المهجنة بتغيير الوسط الحراري إلى 30 درجة مئوية.
- كما يساعد تركيب البروتين المنقول من الخلايا الحية في فحص واختبار المستضدات وفي تطوير الأهداف في مجال الفحوصات الطبية.
  - توجد قاعدة خطوط خلايا QMCF المدعومة على خلايا U20S.

## وصلات خارجية
- QMCF Technology developed by Icosagen Cell Factory